# (4415) Echnaton
Pour les articles homonymes, voir Akhenaton (homonymie).
Ne doit pas être confondu avec (326290) Akhénaton.
(4415) Echnaton, désignation internationale (4415) Echnaton, est un astéroïde de la ceinture principale.

## Description
(4415) Echnaton est un astéroïde de la ceinture principale. Il fut découvert par Cornelis Johannes van Houten, Ingrid van Houten-Groeneveld et Tom Gehrels le 24 septembre 1960 à l'observatoire Palomar. Il présente une orbite caractérisée par un demi-grand axe de 2,337 UA, une excentricité de 0,064 et une inclinaison de 2,01° par rapport à l'écliptique.
Il fut nommé en hommage à Akhénaton (« Echnaton » est une variante de transcription de « Akhénaton »), dixième pharaon de la XVIIIe dynastie.

## Compléments